# Шувалов, Сергей Алексеевич
Серге́й Алексе́евич Шува́лов (24 июня 1951, Саратов, РСФСР, СССР — 25 сентября 2021, Саратов, Россия) — советский и российский государственный деятель. Председатель Саратовской областной думы с 16 сентября 2002 по 12 апреля 2005. Член Совета Федерации Федерального собрания Российской Федерации — представитель от исполнительной власти Саратовской области с 27 апреля 2005 по 28 апреля 2010.

## Биография
Родился 24 июня 1951 года в Саратове. В 1973 году окончил Саратовский политехнический институт. Доктор экономических наук. Профессор.
С 1973 года работал младшим научным сотрудником кафедры электроники Саратовского политехнического института.
С 1976 по 1979 год работал в Саратовском обкоме ВЛКСМ, с 1979 по 1988 год — в органах КПСС. С 1988 года находился на государственно-административной работе; с 1991 года — заместитель председателя комитета по управлению государственным имуществом Саратовской области.
С 1992 года по 1996 год работал руководителем ряда коммерческих предприятий.
В июле 1997 года был назначен первым заместителем министра экономики и инвестиционной политики Саратовской области, а в феврале 1998 года — министром экономики, инвестиционной политики и межрегиональных связей Саратовской области. С сентября 1998 года работал первым заместителем председателя правительства Саратовской области, министром экономики области, а затем вице-губернатором, первым заместителем председателя правительства Саратовской области.
В сентябре 2002 года был избран депутатом Саратовской областной Думы третьего созыва, а затем председателем Саратовской областной Думы.
В апреле 2005 года назначен представителем в Совете Федерации Федерального Собрания Российской Федерации от правительства Саратовской области.
С июня 2010 года назначен исполняющим обязанности заместителя председателя правительства Саратовской области, курировал проект «Электронное правительство».
Ранее являлся президентом футбольного клуба «Сокол».[когда?]
Скончался 25 сентября 2021 года в Саратове.

## Награды
- Медаль ордена «За заслуги перед Отечеством» II степени (1999)
- Медаль «За заслуги в проведении Всероссийской переписи населения» (2002)